# Весьякар
Весьяка́р (рос. Весьякар) — присілок у складі Глазовського району Удмуртії, Росія.

## Населення
Населення — 1 особа (2010; 1 в 2002).
Національний склад станом на 2002 рік:
- удмурти — 100 %

## Господарство
В присілку діє станція юних туристів міста Глазова.